# Elena et les Hommes
Elena et les Hommes is een Franse filmkomedie uit 1956 onder regie van Jean Renoir.

## Verhaal
Elena is een gravin uit Polen. Ze wordt verliefd op een Franse generaal, die kandidaat is voor een radicale partij. Intussen heeft een andere legerofficier een oogje op haar.

## Rolverdeling
| Acteur            | Personage                  |
| ----------------- | -------------------------- |
| Ingrid Bergman    | Elena Sokorowska           |
| Jean Marais       | Generaal François Rollan   |
| Mel Ferrer        | Graaf Henri de Chevincourt |
| Jean Richard      | Hector                     |
| Juliette Gréco    | Miarka                     |
| Pierre Bertin     | Martin-Michaud             |
| Dora Doll         | Rosa la Rose               |
| Frédéric Duvallès | Gaudin                     |
| Renaud Mary       | Fleury                     |
| Jacques Morel     | Duchêne                    |
| Albert Rémy       | Buchez                     |
| Jean Claudio      | Lionel Villaret            |
| Mirko Ellis       | Marbeau                    |
| Jacques Hilling   | Lisbonne                   |
| Jacques Jouanneau | Eugène Martin-Michaud      |